# Чиргадзе, Игорь Владимирович
Игорь Владимирович Чиргадзе — (2 января 1936 года, в г. Ташкент, Узбекской ССР, СССР — 20.11.1994, Ташкент, Узбекистан) — советский партийный и государственный деятель, экономист. Первый заместитель Председателя ГосПлана УзССР, СССР.
Кандидат экономических наук, Заслуженный экономист, более 27 лет проработавший в ГосПлане УзССР.
Автор ряда научных статей по экономическим вопросам.

## Образование и работа
Окончил школу с серебряной медалью.
В 1954 году поступил в Московский государственный экономический институт им. Плеханова.
Одновременно с учёбой в Институте посещал курсы английского языка и работал в качестве переводчика экскурсионно-методологического отдела Правления ВАО «Интурист» (г. Москва). Самостоятельно изучал немецкий и французский языки.
В 1958 году закончил институт. Специальность по диплому — экономист.
По окончании института был направлен на работу в ГосПлан УзССР.
С 1958 года по 1961 год старший экономист в УзГлавХимСнабСбыта при ГосПлане УзССР.
В 1961 году поступил в Институт экономики Академии Наук Таджикской ССР.
С 1961 года по 1967 год — Начальник отдела интенсификации производства Института Экономики при Академии Наук Таджикистана (Душанбе, Таджикская ССР).
В 1965 году защитил кандидатскую диссертацию по экономике.
В 1967 году вернулся в Ташкент (УзССР).
С 1967 по 1969 год работал Старшим преподавателем на кафедрах «Планирование развития экономики» и «Экономика и Промышленность» Ташкентского Института Народного Хозяйства.
С 1969 по 1972 год — Начальник отдела технического прогресса Института экономики Республики Узбекистан при ГосПлане УзССР.
В 1972 году был приглашен в Центральный Аппарат ГосПлана УзССР на должность Заведующего отделом эффективности научного прогресса.
С 1973 по 1977 год — сначала заместитель Начальника сводного отдела ГосПлана УзССР.
С 1977 по 1981 год — Начальник сводного отдела ГосПлана УзССР.
С 1981 по 1983 год — заместить Председателя ГосПлана УзССР.
С 1983 по 1991 год — первый заместитель Председателя ГосПлана УзССР.
С 1991 по 1994 год — Директор НИИ научно-технической информации при ГосПлане УзССР.
В 1994 году погиб в результате несчастного случая.

## Награды и звания
- Орденом Дружбы Народов
- Серебряной медалью за достигнутые успехи народного хозяйства СССР.
- Кандидат экономических наук
- Заслуженный экономист

## Семья и увлечения
Отец — Чиргадзе Владимир Михайлович, 1910 г. рождения. Работал мастером экспериментально завода Минсельстроя.
Мать — Татинцева Феня Давыдовна, 1916 г. рождения.
Вдова — Чиргадзе (Лаушкина) Алла Ивановна, 1945 г. рождения. В браке с 1972 года.
2-е детей — сын и дочь.